# Brazylijczycy
Brazylijczycy (port. Brasileiros) – naród południowoamerykański, zamieszkujący Brazylię. Osoby deklarujące narodowość brazylijską są pochodzenia przede wszystkim europejskiego i afrykańskiego. Naród ukształtował się wskutek kolonizacji portugalskiej i przywozu afrykańskich niewolników.
| Rasa        | Procent populacji | Procent populacji |
| Rasa        | 2000              | 2007              |
| ----------- | ----------------- | ----------------- |
| biali       | 53,7%             | 49,4%             |
| czarni      | 6,2%              | 7,4%              |
| Pardo       | 38,5%             | 42,3%             |
| Azjaci      | 0,4%              | 0,8%              |
| Indianie    | 0,4%              | 0,8%              |
| brak danych | 0,7%              | ?                 |